# Ликофрон
Вижте пояснителната страница за други личности с името Ликофрон.
Ликофрон (стгр. Λυκόφρων) е старогръцки поет и филолог, роден в град Халкида на остров Евбея, живял през IV – III в. пр. Хр.
Работи в Александрийската библиотека по времето на Птолемей II. Съставя каталог на комедиите съхранявани в библиотеката. Запазени са фрагменти от научното му изследване „За комедията“. Известно е, че е автор на трагедии.
Запазена е поемата му „Александра“, написана в ямбически стихове. Съчинението представлява разказа на вестител, пазач на крепостта на Троя, за пророчествата на Приамовата дъщеря Касандра. Изложението обхваща всички теми на епическия цикъл за Троя, както и всички известни дотогава исторически съчинения относно конфликта между Европа и Азия. Пресъздава много редки версии на древногръцките митове. Използва странен език, съзнателно неясен, изпълнен с думи, които се срещат само в това съчинение (т. нар. хапакси). Поради неяснотата си, текстът е коментиран многократно още в древността, благодарение на което до нас са достигнали множество коментари (схолии), които също са интересен източник на информация за античната култура.